# Mar do Arquipélago
(fi) Saaristomeri
(sv) Skärgårdshavet

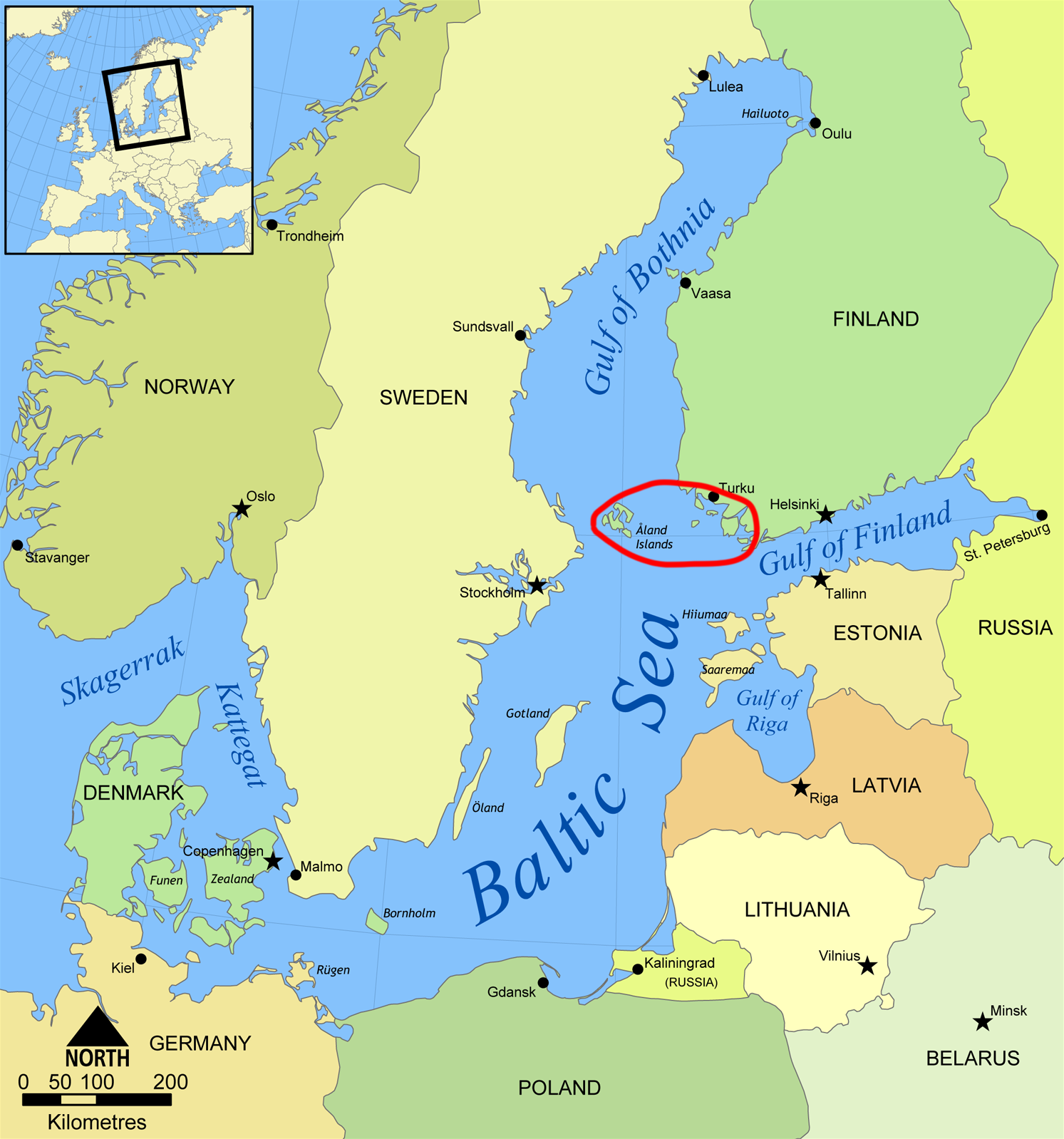
O mar do Arquipélago

O mar do Arquipélago (finlandês: Saaristomeri, sueco: Skärgårdshavet) é uma parte do mar Báltico entre o golfo de Bótnia e o golfo da Finlândia, em águas territoriais finlandesas. Contém o maior arquipélago do mundo em número de ilhas (algures entre 20 e 50 milhares), que são muito pequenas e concentradas numa região relativamente reduzida.

## Ver também

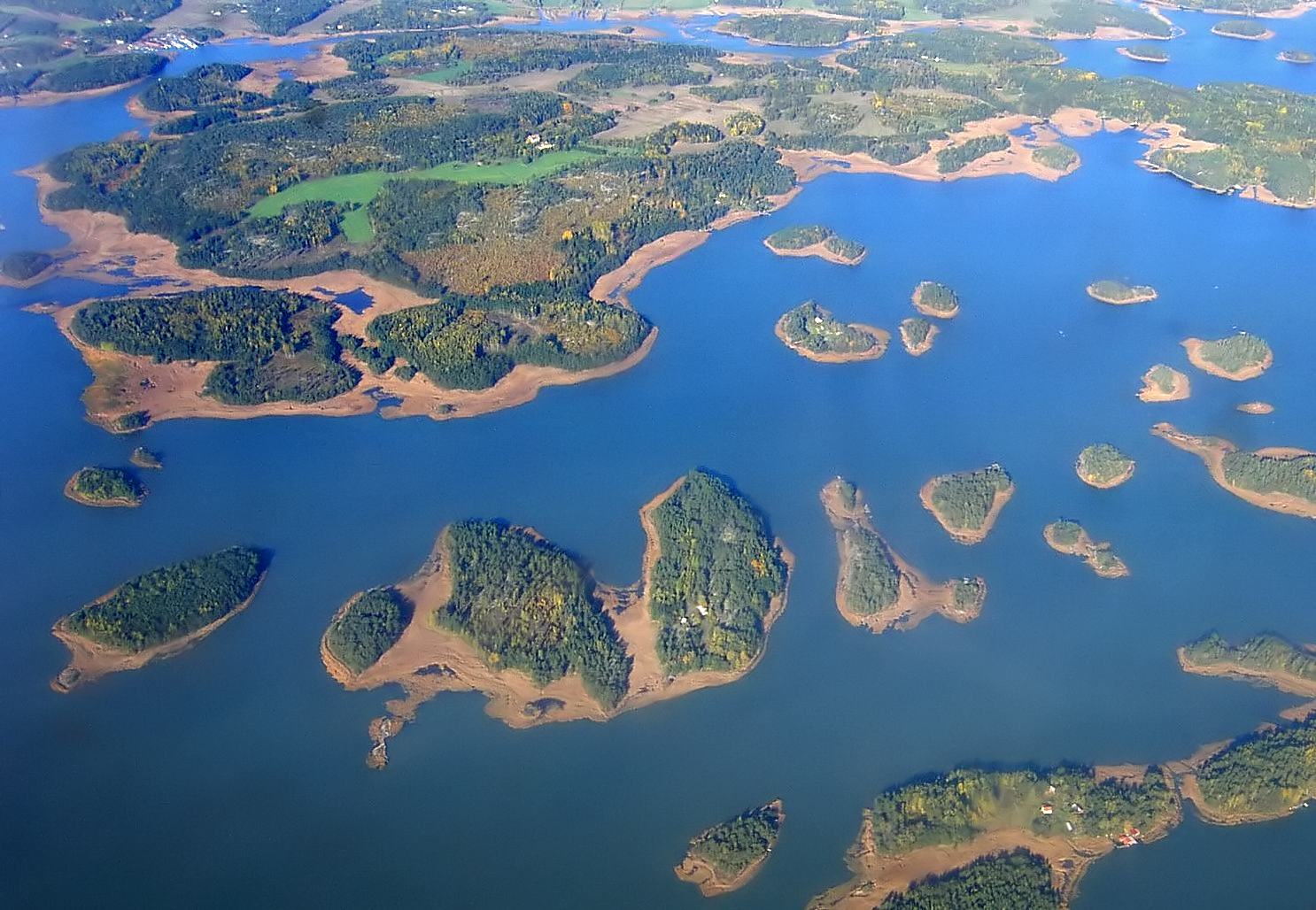
Ilhas no mar do Arquipélago
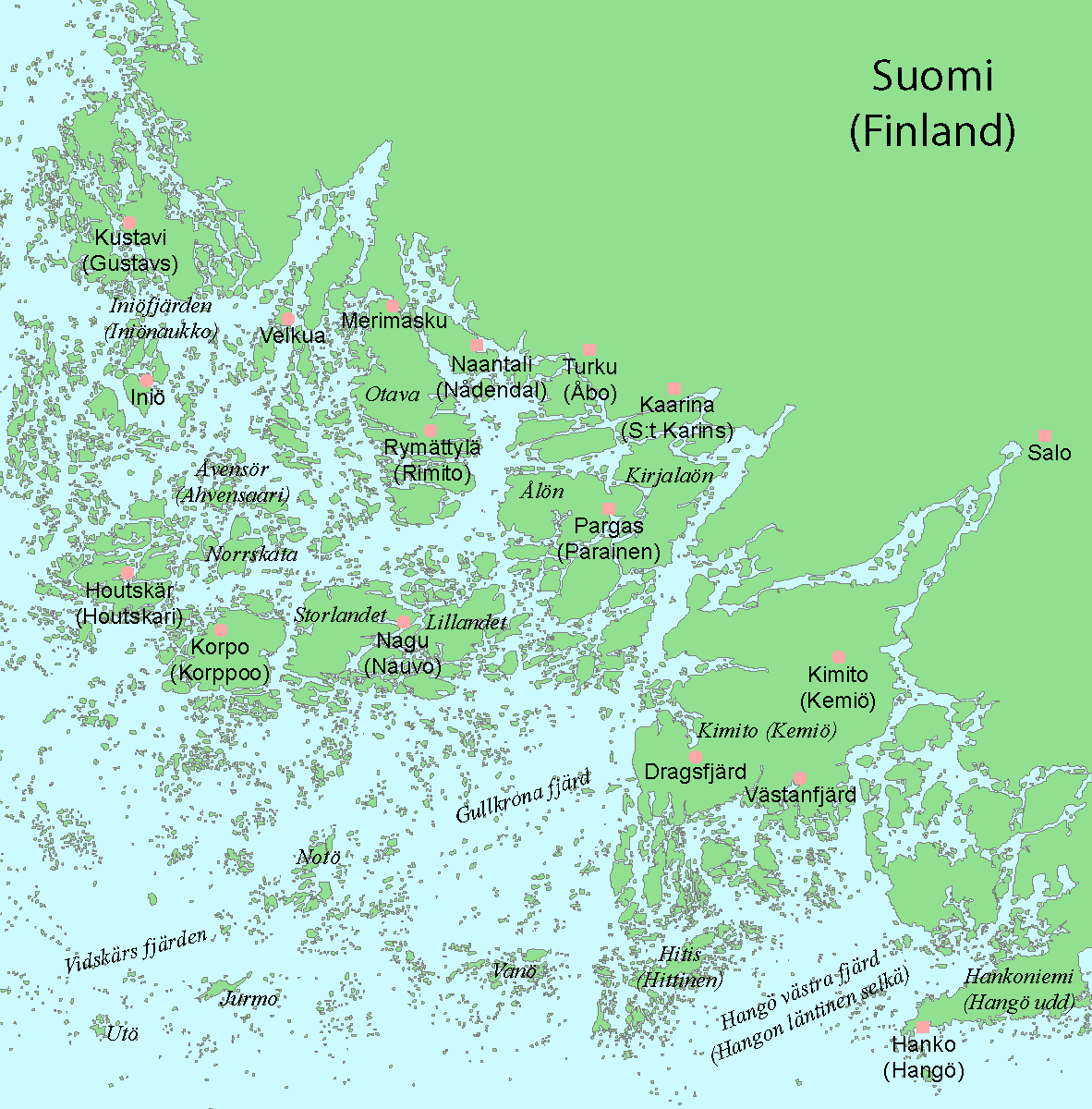
Mar do Arquipélago, junto à costa continental finlandesa